# Benedikt Henrici
Pour les articles homonymes, voir Henrici.
Benedikt Henrici ou Johann Henrici (né le 15 février ? 1749 à Laingruben, Benediktbeuern et mort le 28 août 1799 à Vienne) est un sculpteur autrichien et un des premiers architectes classiques. 

## Biographie

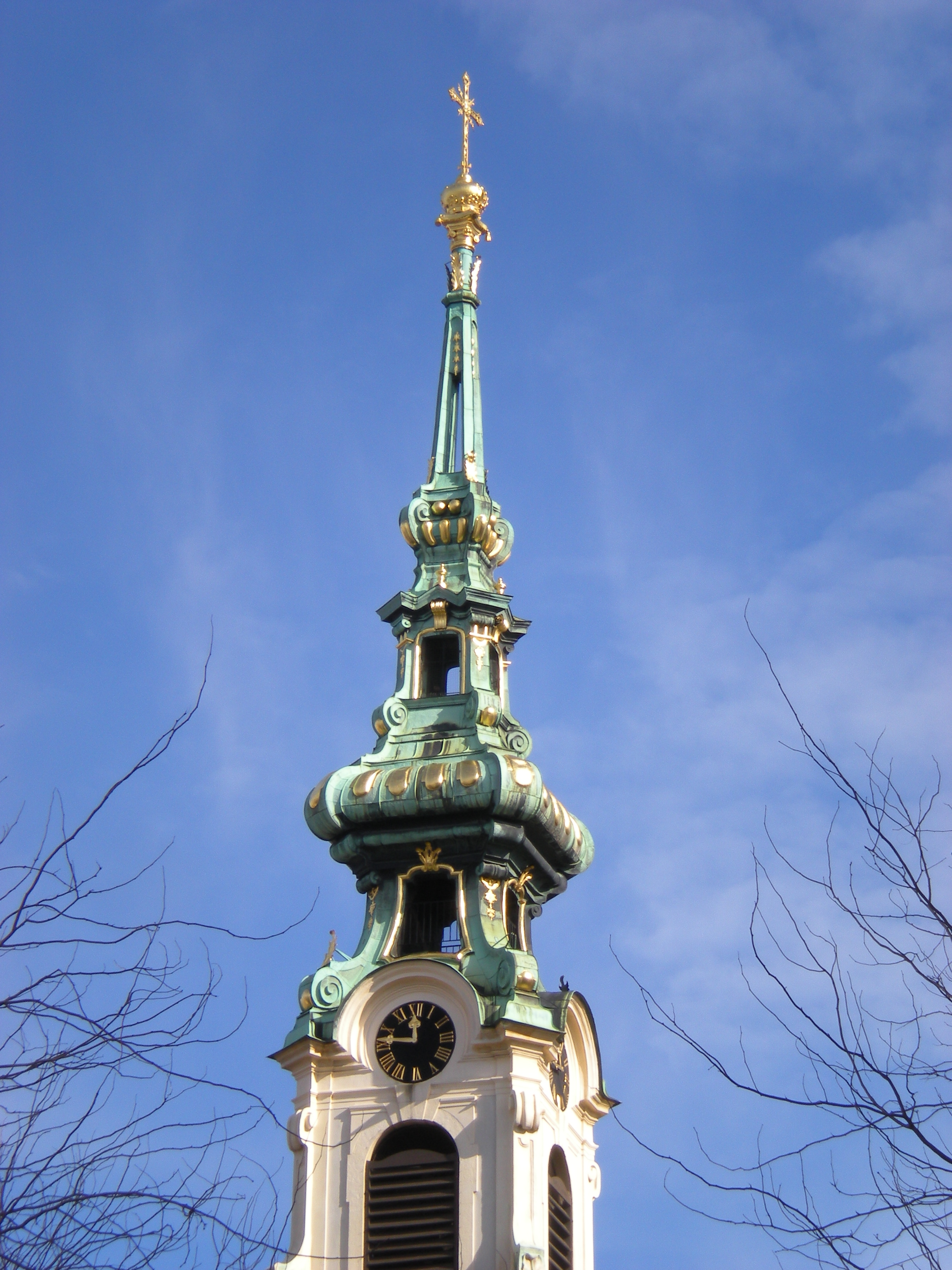
La flèche baroque tardif de la collégiale de Vienne

Benedict Henrici est le fils de Josephus Heinrizi et de son épouse Catharina. La date exacte de naissance est discutable; il est baptisé le 15 février 1749 au nom de Benedictus Hainrizi et parce que, selon la coutume de l'époque, le baptême a lieu très peu de temps après la naissance, cette date peut aussi être la date de naissance.
On ne sait rien de sa jeunesse et de sa formation précoce. La première indication de sa formation professionnelle est une entrée du 16 décembre 1766 dans le répertoire étudiant de l'Académie des Beaux-Arts de Vienne, où il est inscrit comme "Benedictus Henrici, sculpteur de Benedict Bavaria".
En 1775, Henrici travaille pour Johann Ferdinand Hetzendorf von Hohenberg à l'ameublement de la Gloriette et de la décoration sculpturale du parc du château de Schönbrunn avec les ruines romaines et la fontaine obélisque. Hetzendorf a attiré de nombreux jeunes artistes actifs à Vienne et commençant à peine leur carrière pour collaborer à ses projets. Johann Martin Fischer et le "talentueux sculpteur d'ornements Benedikt H." travaillent avec Hetzendorf en 1780 pour meubler l'église Saint-Michel de Vienne. Cette année-là, Henrici postule sans succès pour le poste de directeur de l'école de gaufrage et d'ornement de l'Académie des Beaux-Arts de Vienne.
De 1790 à 1796, Henrici est au service de la famille des magnats Esterházy et en 1793, sous le prince Antoine Esterházy, il est chargé de la construction des écuries et des bâtiments de garde au palais Esterházy à Eisenstadt.
Henrici est mort à Vienne de "fièvre nerveuse" et est enterré au cimetière de Matzleinsdorf. Il laisse deux enfants mineurs, dont le tuteur est son collègue de longue date Johann Martin Fischer. 

## Style

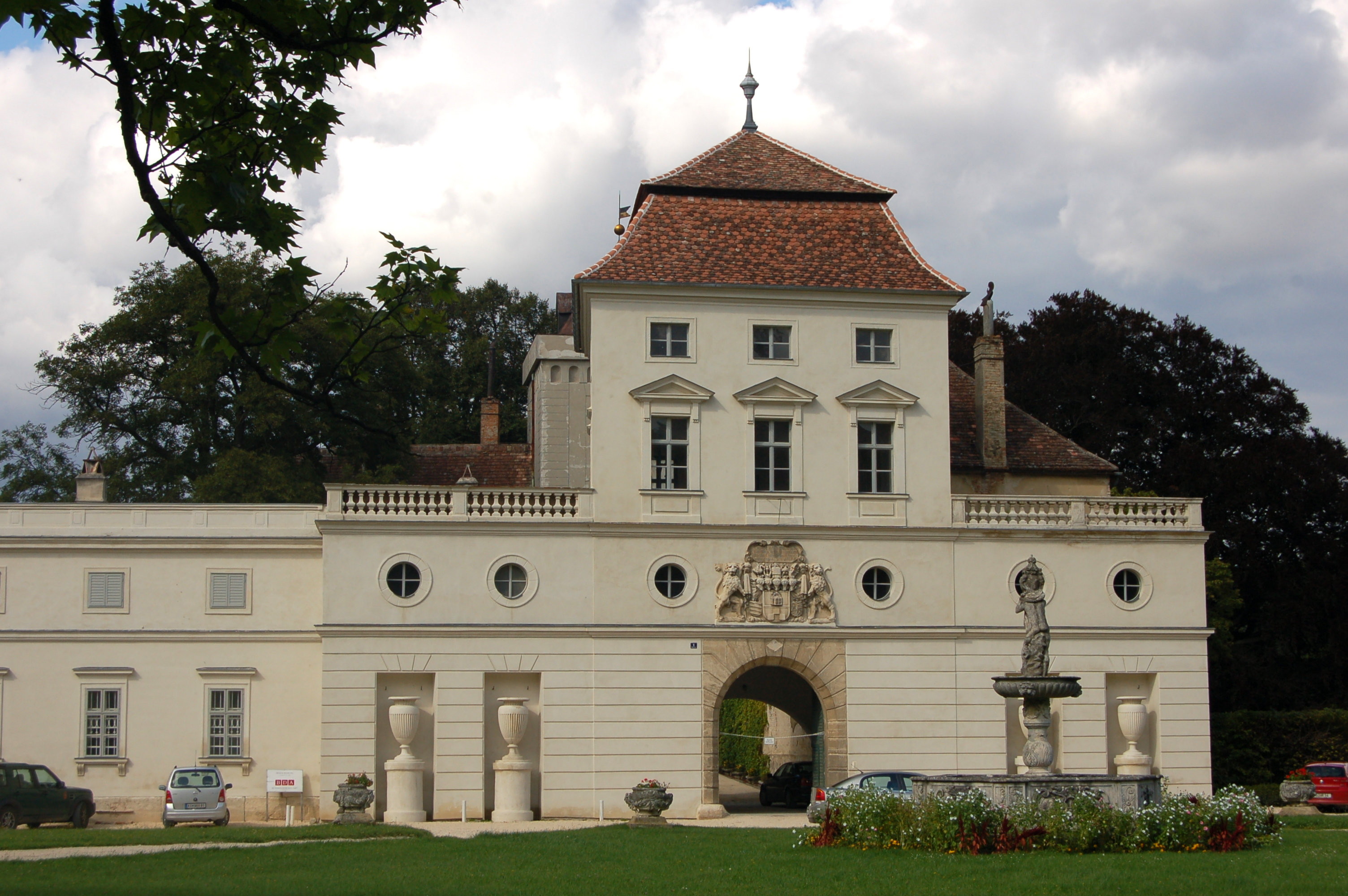
Façade classique du palais d'Ernstbrunn

Les œuvres de Henrici au tournant du baroque tardif et du rococo au classicisme le montrent comme un artiste qui sait démontrer ses compétences artistiques à la fois avec la forme rococo du clocher de l'église et avec des bâtiments du nouveau style.
Sa première œuvre significative est la tour de la collégiale de Vienne, rénovée en 1772 et qui puise son inspiration dans le rococo avec ses décorations dorées. Vers la fin de sa période de création, après 1790, il est impliqué dans le changement de la façade du château d'Ernstbrunn dans une mesure encore inexplorée, ce qui documente le changement de style vers le classicisme. 

## Œuvres (sélection)
- 1772 : Partie haute de la tour et flèche de la collégiale de Vienne
- 1775 : Gloriette dans le parc du château de Schönbrunn
- 1777 : Fontaine d'obélisque dans le parc du château de Schönbrunn
- 1780 : Décoration ornementale du tabernacle du maître-autel de l'église Saint-Michel de Vienne
- 1782 : Restauration des monuments funéraires des familles Trautson et Mollart dans l'église Saint-Michel de Vienne
- 1784 : Maître-autel de l'église paroissiale de Göllersdorf
- 1784–1786 : Maître-autel de l'église de Schottenfeld à Vienne d'après un dessin de Johann Baptist Hagenauer
- 1791 : intérieur de l'ancien Palais Esterházy à Vienne
- 1793 : Étable et bâtiment principal de la garde du palais Esterházy à Eisenstadt
- 1796–1797 : Intérieur du Palais Lamberg - Sprinzenstein à Vienne